# Villa Pisani (Lonigo)
Villa Pisani a Lonigo in provincia di Vicenza, conosciuta anche come Rocca Pisana, è una villa veneta progettata da Vincenzo Scamozzi nel 1574 e realizzata nei due anni successivi, commissionatogli dal nobile veneziano Vettor Pisani. La villa è caratterizzata da una pianta quadrata in cui è inscritta una grande sala circolare.

## Storia
La Rocca Pisana è una villa veneta realizzata tra il 1574 e il 1576 dall'architetto Vincenzo Scamozzi su commissione del nobile veneziano Vettor Pisani, il quale già possedeva delle estese proprietà terriere nella zona di Lonigo-Bagnolo. Essa si erge sui resti di un'antica fortezza, detta Rocca (da qui il nome della villa),distrutta da Ezzelino III da Romano nel XIII secolo. La sua funzione non è quella di abitazione principale, ma funge da “diporto in aria più sana”.
La fama della villa è dovuta in parte all'architetto e artista Manfredo Massironi, che verso la metà del novecento la definisce l'opera più importante di Vincenzo Scamozzi affermando che “Una giornata alla Rocca Pisana è un'esperienza di vita, una seduta terapeutica”.

### Famiglia Pisani
Intorno al 1555 la nobile famiglia veneziana dei Pisani iniziò ad acquistare terreni nella zona detta “contà della Rocca” presso Lonigo. In seguito a gravi attriti familiari i beni dei Pisani vennero suddivisi in tre parti uguali tra i figli di Giovanni Pisani: Vettore, Marco e Daniele. Secondo gli accordi presi, Marco e Vettore si sarebbero dovuti dividere la villa Pisani di Bagnolo. Tuttavia, a causa delle tensioni tra i fratelli, una convivenza sarebbe stata impensabile. Quindi Vettore decise di costruire una nuova villa sul monte della Rocca a Lonigo. Per questo progetto Vettore si rivolse a Vincenzo Scamozzi intorno al 1574 . La fine dei lavori, nonché la data riportata dallo stesso Vincenzo Scamozzi nella descrizione della Rocca risale al 1576.Una peculiarità della Rocca è quella di essere rimasta nei secoli proprietà della famiglia Pisani, passata dal ramo principale a quello dei De Lazara Pisani nei primi anni trenta del novecento e infine alla famiglia Ferri (ramo materno della famiglia Pisani) nel 1978.

### Pestilenza
La Rocca fu anche adibita a rifugio dalla pestilenza del 1630. Infatti, contemporaneamente alla costruzione di Villa Pisani, precisamente tra il 1575 e 1577 a Vicenza si era estesa la peste scoppiata precedentemente a Venezia. Questo fatto può essere letto come elemento chiave per la scelta di ubicazione della Rocca e l'affidamento del progetto al giovane Scamozzi anziché a Palladio quasi settantenne.

### Restauro e occupazione tedesca
Una sensibilissima e attenta campagna di restauri su tutto il complesso venne iniziata da Rosetta Nani Mocenigo, moglie del conte Leonardo De Lazara Pisani, tra il 1937 e il 1939, ma a causa degli imminenti eventi bellici i lavori furono interrotti.
Durante la Seconda guerra mondiale la villa ha subito l'occupazione tedesca e nel 1944 c'è stato uno scoppio di bombe e munizioni al piano terra che hanno causato forti scosse, ma lo scheletro strutturale è rimasto intatto, mettendo in risalto la resistenza della struttura cinquecentesca.
Nel 1953 Renato Cevese ha annunciato la ripresa del cantiere di restauro, il quale si è concluso nel 1958. 

Dopo la morte della contessa De Larza Pisani, nel 1972, la villa, rimasta chiusa per la malattia del consorte Leonardo, è stata riaperta dalla famiglia Ferri nel 1978 (appartenente al ramo materno dei Pisani), che ha provveduto anche negli ultimi anni a preservare la struttura con interventi di manutenzione e consolidamento.

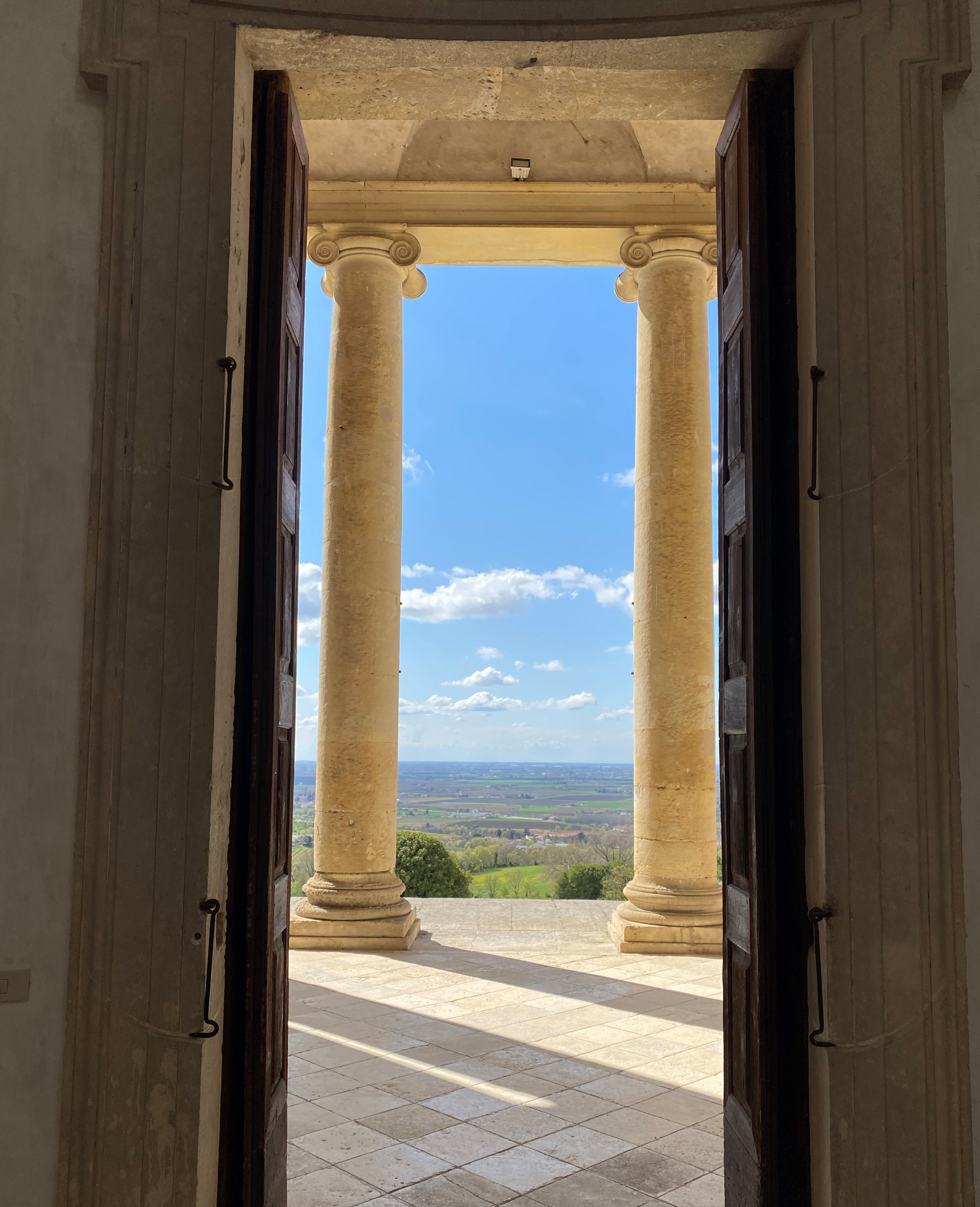
Ingresso

## Descrizione

### Ubicazione
La Rocca Pisana, situata su un colle che dallo stesso Vincenzo Scamozzi viene descritto come “molto grazioso da vedere per essere di forma quasi rotonda”, gode di un particolare isolamento e un armonioso rapporto con la natura circostante, accentuato dalle facciate orientate in corrispondenza dei quattro punti cardinali. Come conseguenza di questo fatto, gli spigoli bugnati della struttura a pianta quadrata risultano diretti ai quattro punti cardinali intermedi.

### Esterni

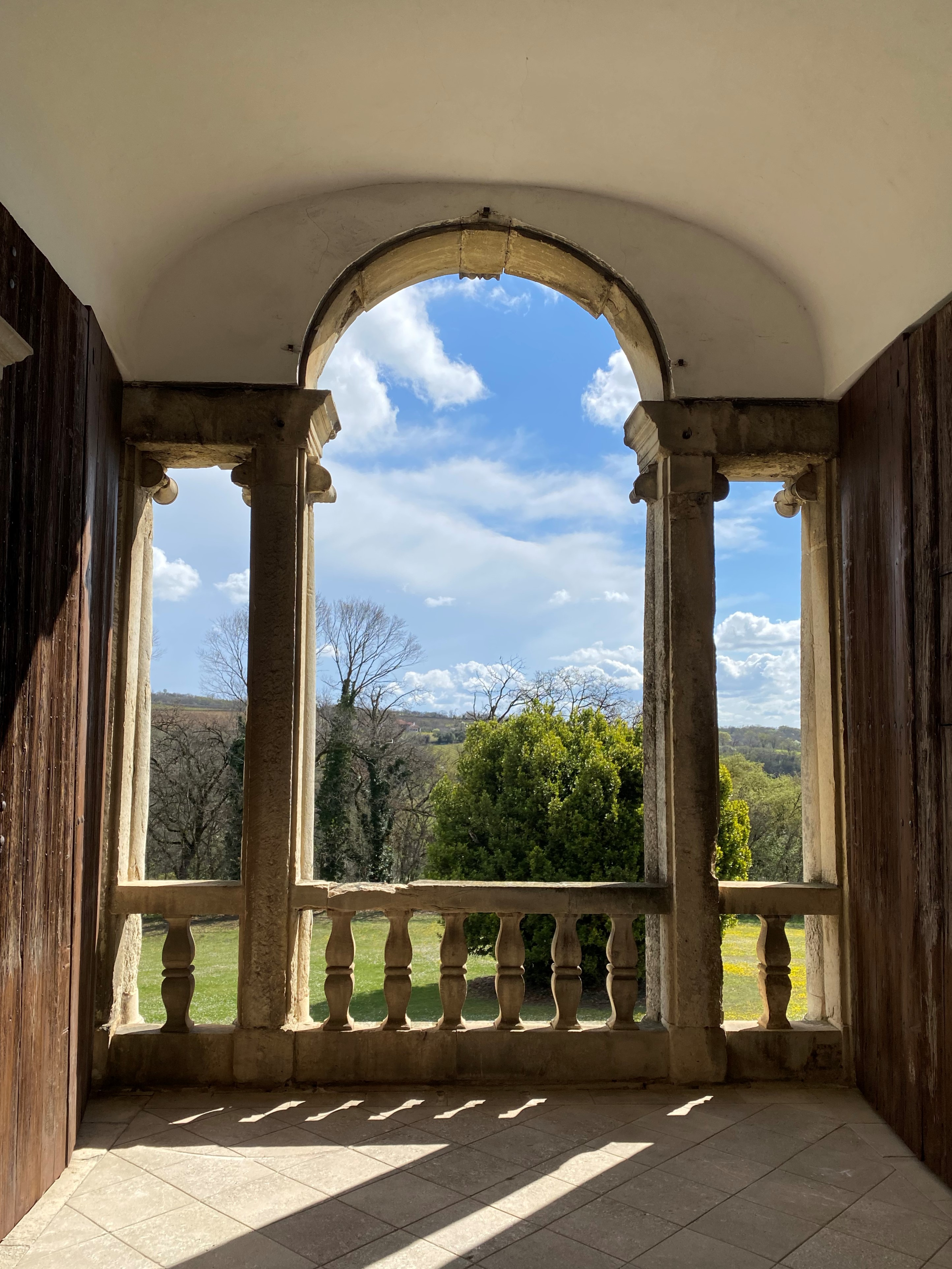
Serliana, facciata est

Il bugnato viene ripreso negli alti poggi della scalinata romana che sul lato presenta due archi per poter accedere al piano terra. Essa inoltre, funge da elemento di raccordo tra il piano di campagna e il piano nobiliare, permettendone così l'accesso dal lato principale rivolto a sud. Quest'ultimo si contraddistingue dalle altre facciate per la presenza di un pronao esastilo ionico, le cui colonne hanno un intercolunnio minore sul lato seguito da tre pause maggiori. Al di  sopra del pronao vi è un timpano triangolare che sovrasta il tetto allineandosi con la cornice dentata presente su tutti i lati della villa.  Si noti infine che la profondità del pronao corrisponde a quella dei corridoi che circondano il vano centrale circolare interno.
Due registri di finestre con cornice liscia collegano tutte e quattro le facciate e sono rispettivamente quadrate al pianterreno e rettangolari con cimasa al piano nobiliare. Per ciascun registro, sulla facciata Sud si hanno due finestre, per la facciata nord sei e per quelle laterali quattro. Tutti i lati della villa, escluso quello principale, presentano un settore mediano leggermente aggettante e al centro una semplice porta d'ingresso rinserrata tra bugne al piano terra, una serliana con due semicolonne ioniche al piano nobile e tre finestrelle nel sottotetto prive di cornice nella fascia superiore in quanto è sostituita dal fregio.

### Interni

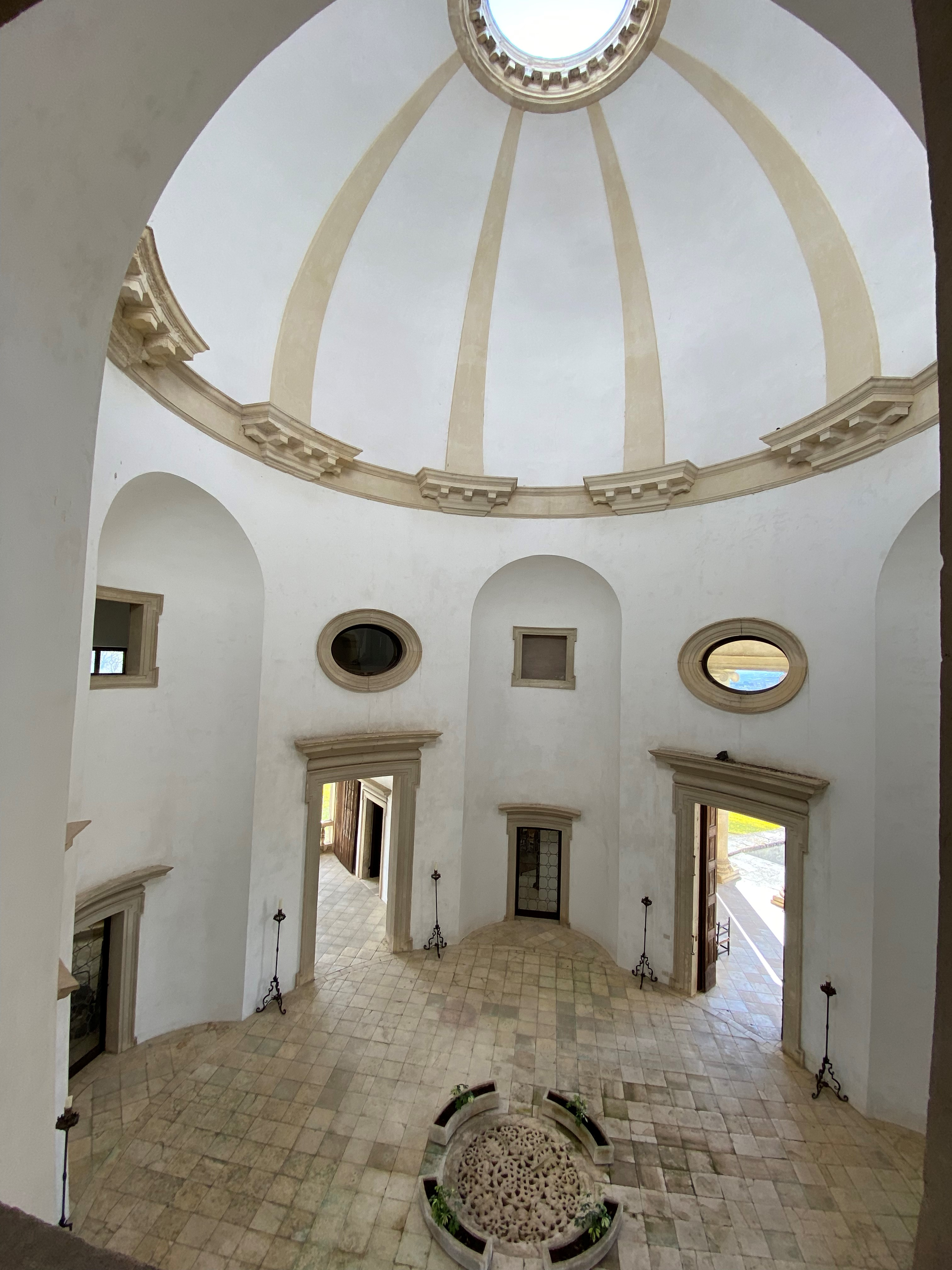
Atrio centrale

#### Sala centrale
Attraverso il portale posto sulla loggia del pronao si entra nella sala circolare centrale sovrastata da una cupola emisferica suddivisa in otto spicchi da costoloni e impostata su un tamburo ottagonale. Quest'ultima presenta un oculo circolare simile a quello del Pantheon. Sul pavimento in lastre di pietra originali, in corrispondenza dell'oculo vi è una grata marmorea per raccogliere l'acqua piovana, oltre che illuminare il piano terra.

#### Aperture
Quattro porte con orecchie e trabeate, ciascuna collegata da dei corridoi alle serliane, esclusa quella in corrispondenza al pronao, contribuiscono, insieme all'apertura circolare appena descritta, a fornire luce alla sala centrale. Tali porte presentano degli oculi ellittici al di sopra di esse. In asse con gli spigoli della villa si aprono dal salone, attraverso porte minori sovrastate da finestre quadrate, quattro nicchie. Queste, a loro volta, sono connesse a delle stanze che risultano rispettivamente quadrate sul retro della rocca e rettangolari, nonché della stessa area del pronao, sul fronte di essa.

#### Decorazioni e arredi
Le stanze, arredate con mobili del ‘500 della famiglia Pisani, hanno soffitti a crociera e presentano dei camini con nappe (ovvero la decorazione esterna dei camini) “alla Romana” o alla “Francese” disegnate dallo stesso Vincenzo Scamozzi. Nel suo trattato Dell'idea dell'Architettura universale le descrive così: "escono dall'alto al basso quasi tutte fuori delle mura, onde riescono molto in Roma ed in quelle parti dove si fanno le mura di buona grossezza, e però noi le addimandiamo alla romana."

### Sottotetto

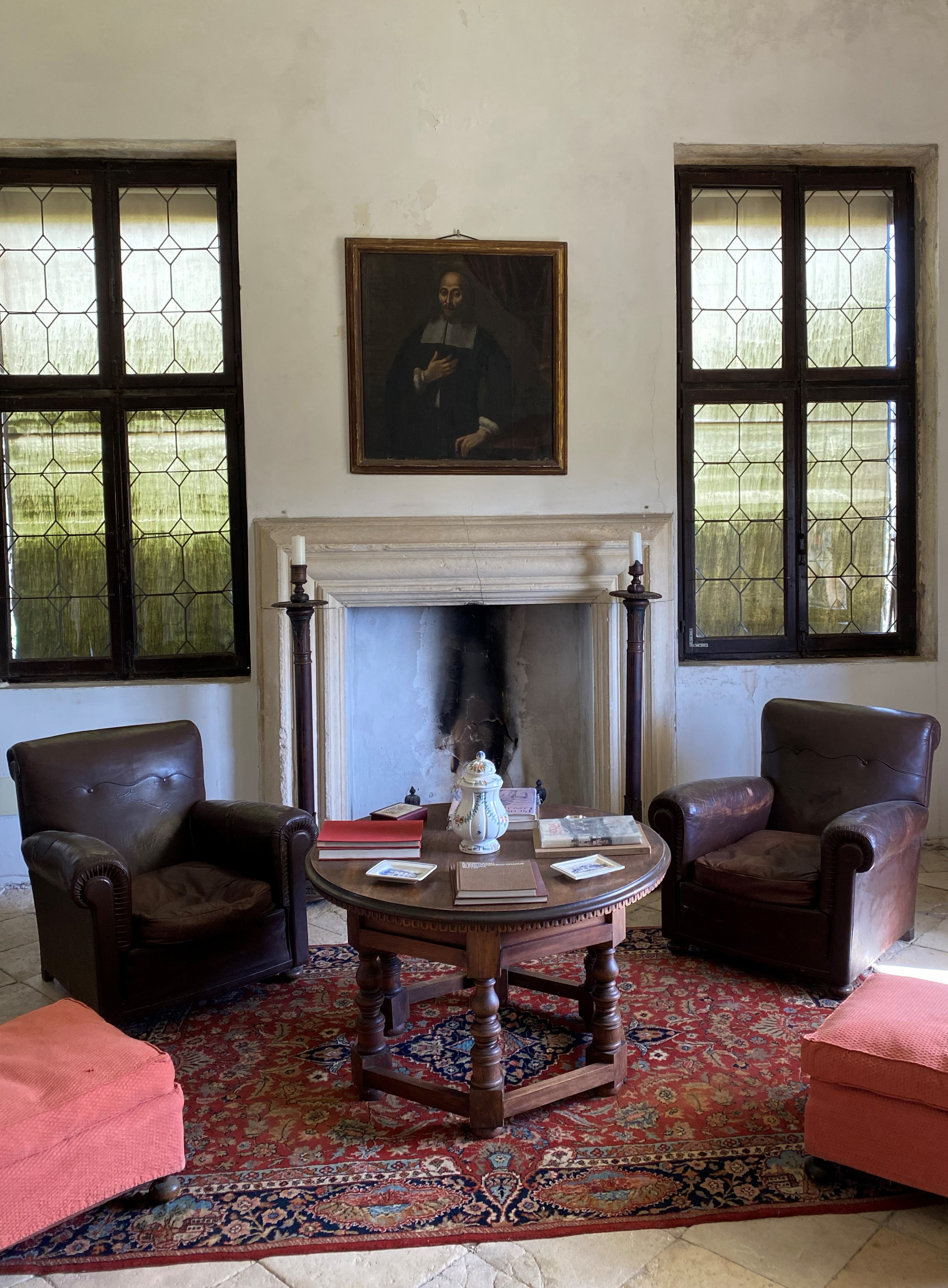
Nappe

In prossimità dei corridoi est e ovest due scale a chiocciola conducono a dei piccoli locali al piano superiore. Essi sono coperti da una volta a spicchi sorretta da capitelli pensili. Una delle due stanze è occupata dalla cappella privata.

### Piano terra
Il piano terra leggermente interrato è caratterizzato, come il piano nobiliare, da una sala circolare voltata a crociera e sostenuta da quattro pilastri leggermente squadrati. La sala viene illuminata dalla luce che filtra attraverso la griglia marmorea del piano superiore.

### Ambiente sotterraneo
Le fondamenta della rocca sono visibili nel sotterraneo, raggiungibile dalla scalinata a sud del pianterreno.

### Adiacenze rustiche
Annesse alla villa inoltre, a un livello inferiore, vi sono la scuderia e la “Gastaldia” o barchessa. 
Quest'ultima è collocata ai piedi dell'ultima rampa di salita che porta alla residenza padronale; l'ubicazione della barchessa è discostata e separata in omaggio alla scontrosa solitudine del fabbricato dominicale. La "Gastaldia" si sviluppa su due piani, con al centro un portico che poggia su tre colonne bugnate di ordine tuscanico, le pareti laterali presentano finestre rettangolari al piano terra, quadrate sopra e ad entrambi i piani queste aperture sono delineate da un'incorniciatura liscia; due scalette portano al ballatoio ligneo balaustrato che collega le due parti che compongono il piano primo. Questa struttura si distingue dalle tradizionali barchesse perché dispone di un portico orientato nel senso est-ovest che divide le stalle dall'abitazione del gastaldo. La struttura "sorveglia la strada che porta alla villa" ed è costruita con materiale locale, infatti è intonacata solamente sulle facciate visibili dalla strada e le colonne bugnate fanno risaltare l'effetto rustico della struttura, donando all'edificio un'eleganza priva di ricercatezza.
La scuderia non si discosta architettonicamente dalla "Gastaldia", infatti presenta anch'essa un portico a colonne bugnate e recenti aggiunte a ovest per l'abitazione del guardiano.

La scuderia e la "Gastaldia" hanno tuttavia subito molte modifiche negli anni e non è certo se il loro attuale aspetto sia riconducibile all'originale progetto di Scamozzi.

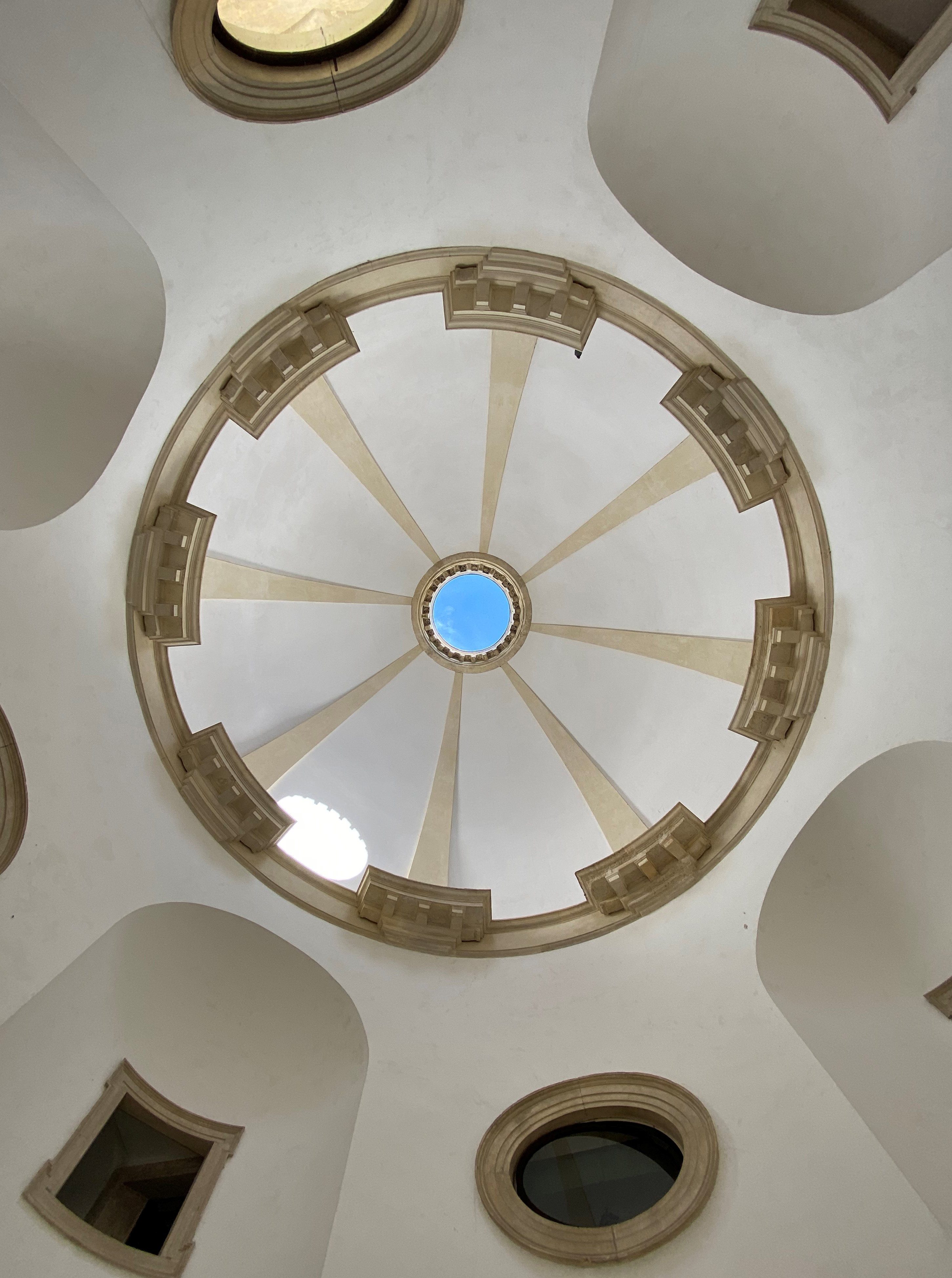
Cupola centrale
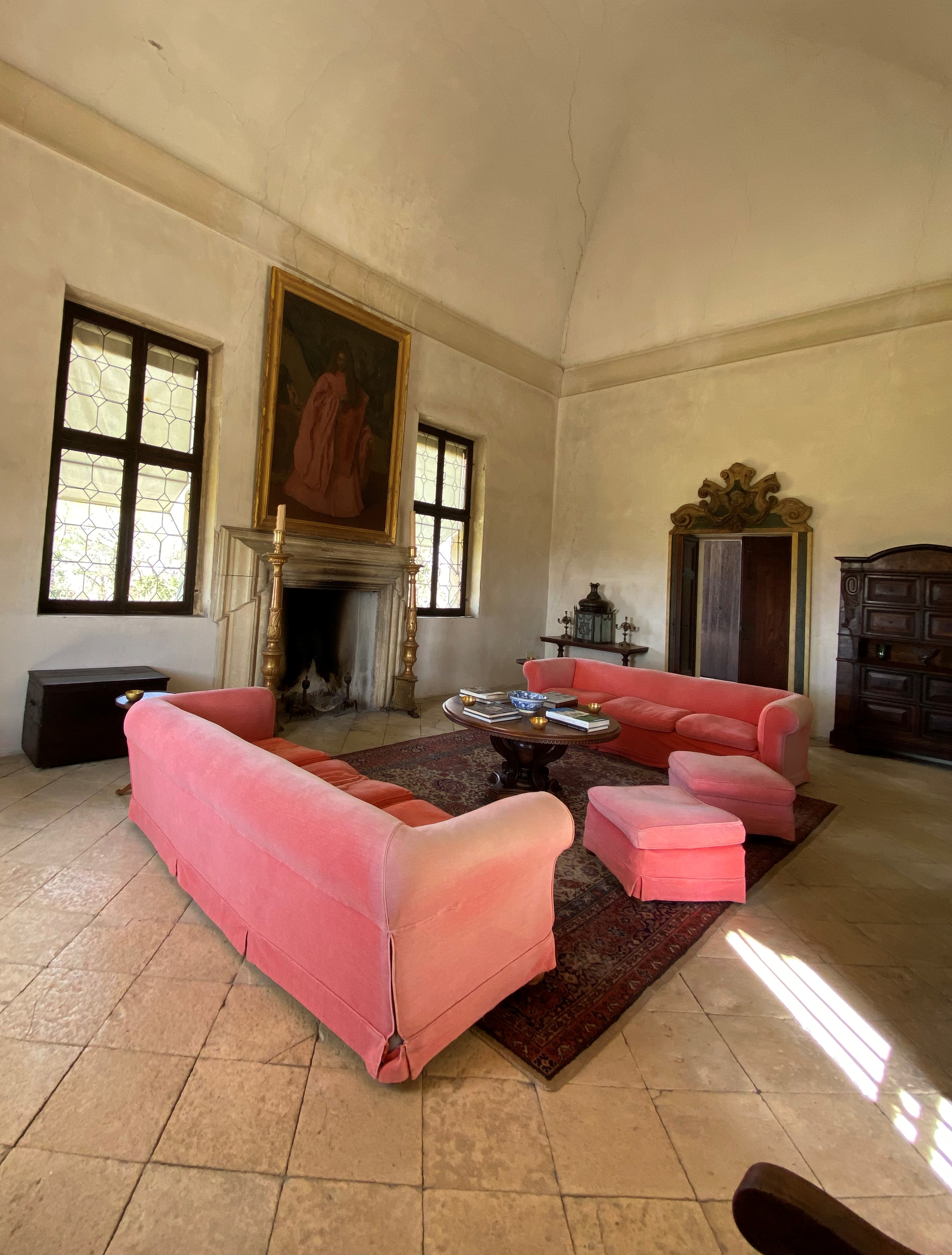
Soggiorno
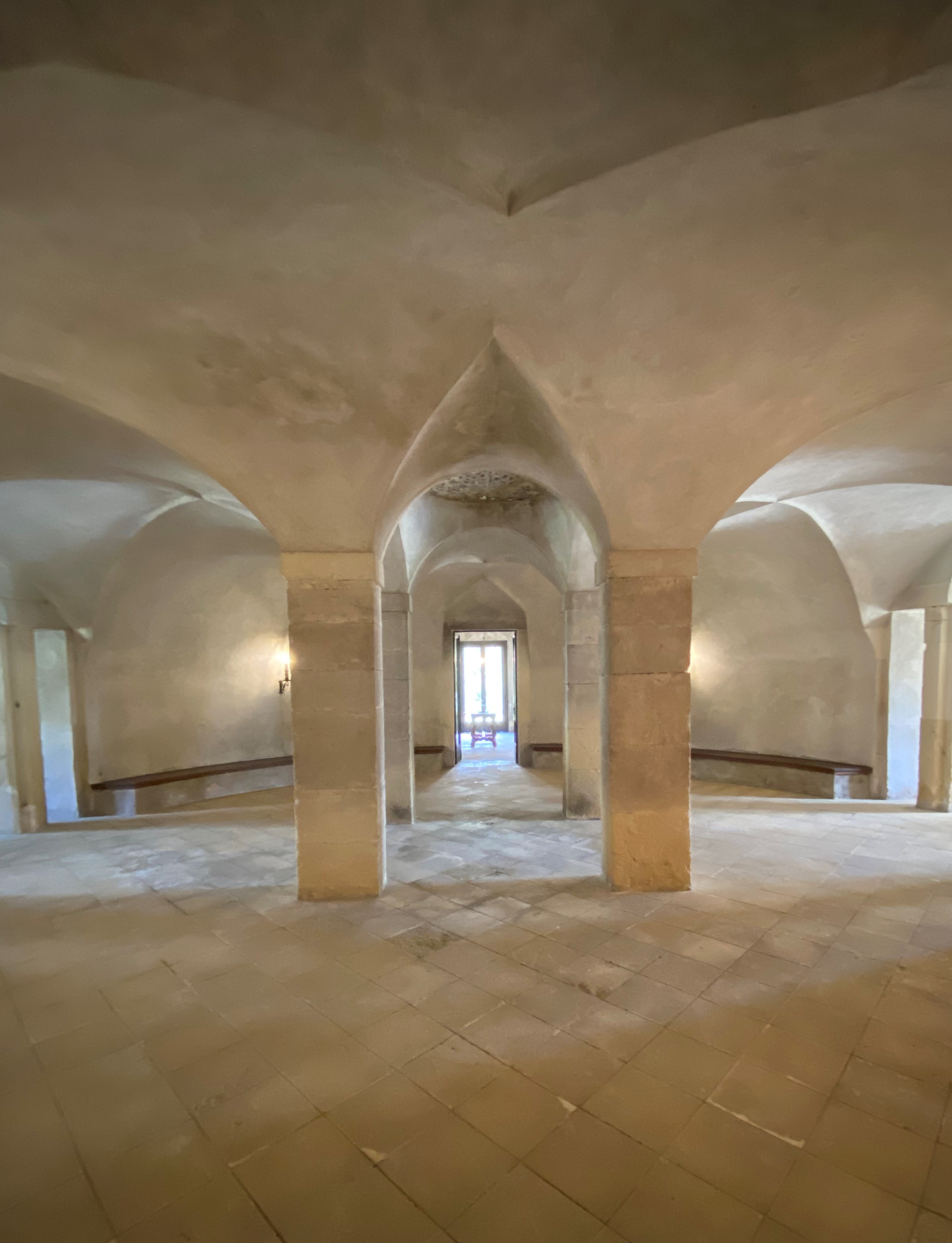
Sotterraneo

## Confronto tra progetto e realizzazione

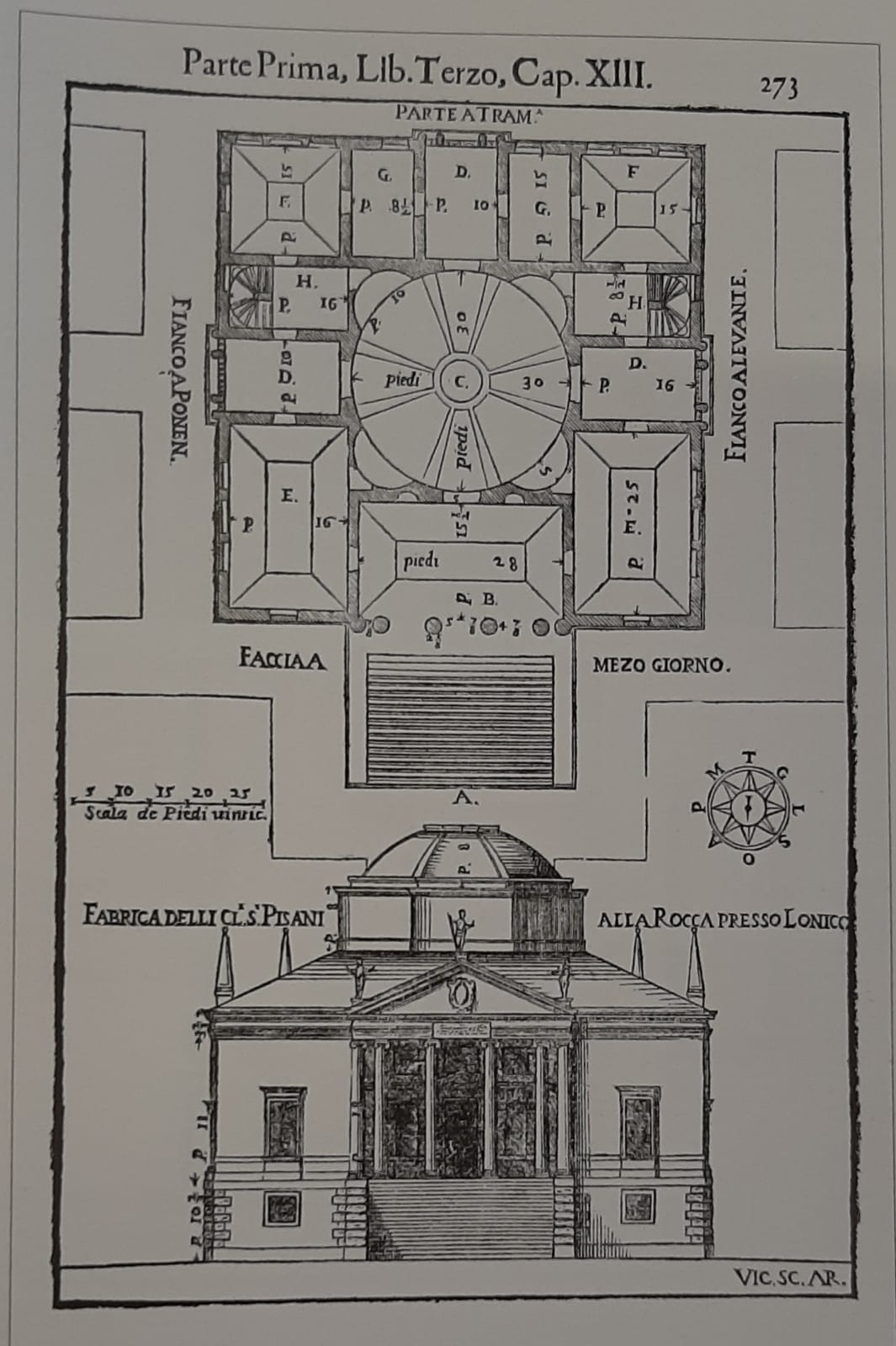
Planimetria e prospetto Disegno di Vincenzo Scamozzi, 1697

Esaminando la pianta e il prospetto pubblicati da Scamozzi nel suo trattato è possibile notare alcune incongruenze con l'opera realmente realizzata, introdotte per diminuire la monumentalità dell'edificio e semplificare la costruzione, aumentando allo stesso tempo la praticità d'uso.
Entrando nel dettaglio, si nota che non vi sono gli obelischi e nemmeno l'inscrizione sulla targa al centro dell'architrave. Inoltre, mancano i costoloni sull'estradosso della cupola e la cornice dell'oculo alla quale si sarebbero dovuti unire. Le statue sul frontone, inizialmente presenti, sono state successivamente rimosse.
Infine, l'elemento che più si discosta dal disegno di Scamozzi è la scalinata d'accesso. Essa si sarebbe dovuta comporre di diciannove gradini chiusi ai lati dai poggi, tuttavia ne presenta solo quattordici. Altri otto fuoriescono dai poggi e li avvolgono ai lati, in corrispondenza dei voltatesta. In questo modo è stato possibile aggiungere degli ingressi al piano terra, sotto la scalinata.
Risulta quindi evidente che gli elementi aggiuntivi nella pianta e nel prospetto avrebbero amplificato la bellezza della villa, ma la loro assenza “non ne riduce la compiutezza estetica”.

## Confronto critico con la Rotonda
Ritenuta quasi irrilevante nel panorama architettonico ed erroneamente attribuita a Palladio fino alla correzione da parte di Tommaso Temanza nel 1770, la Rocca Pisana subisce forti critiche nella prima metà del Novecento e uno straziante confronto, a suo sfavore, con la villa Almerico Capra.
Anche se Scamozzi viene accusato di aver provato a superare Palladio e la sua villa, è possibile identificare rilevanti differenze tra la Rotonda e la Rocca a partire dal contesto paesaggistico nel quale sorgono. L'opera di Scamozzi sorge su una collina e gode di un estremo isolamento e uno sconfinato panorama, tuttavia trasmette una sensazione di solitudine a causa di alcuni elementi come il loggiato che sporge appena dalla struttura muraria o la cupola quasi interamente coperta dal tamburo.
Alla Rocca introversa si contrappone l'estroversa Rotonda, costruita con un ben preciso scopo, quello di essere un “monumento”. Questo fatto viene in particolare sottolineato dalla maestosità dei quattro pronai distribuiti sulle facciate.
Confrontata alla Rotonda, la Rocca risulta "sterilizzata", in quanto viene ripreso lo stesso scheletro distributivo tuttavia privandolo di qualsiasi elemento decorativo: Il mascherone che funge da impluvio nella villa Capra viene sostituito da un traforo geometrico, all'interno non vi sono affreschi ma solo mura completamente bianche e i pronai (tranne quello principale) vengono sostituiti da serliane, togliendo alla sala centrale ogni funzione di raccoglimento. Pallucchini si era chiesto: “Cosa è rimasto del sublime esempio della Rotonda Palladiana nella villa Pisani a Lonigo?”
Tuttavia Scamozzi non avrebbe rimosso i pronai, se avesse avuto intenzione di copiare la villa palladiana. Egli non voleva che si fosse attratti dall'esterno, ma voleva che i muri bianchi fossero le cornici del paesaggio.

La Rocca è una struttura rivoluzionaria e conservatrice allo stesso tempo. Essa rappresenta il rifiuto del lavoro agricolo, in quanto non è una villa veneta nel senso di azienda agricola, tuttavia è circondata da campi potenzialmente coltivabili. Infine l'utilizzo delle serliane, e quindi il recupero di elementi architettonici di epoche precedenti, rappresenta il tentativo di protestare contro le trasformazioni stilistiche del tempo.

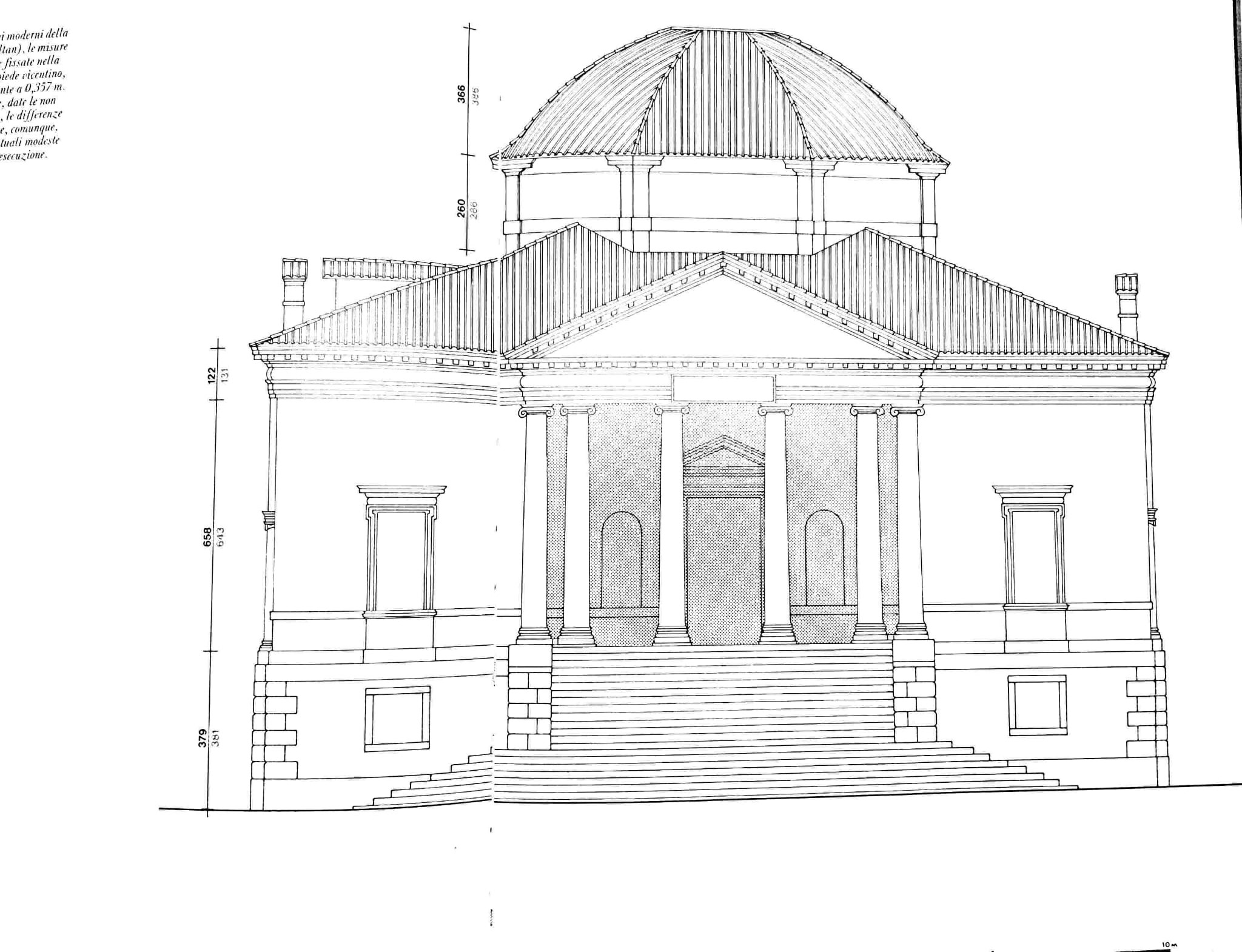
Prospetto Sud
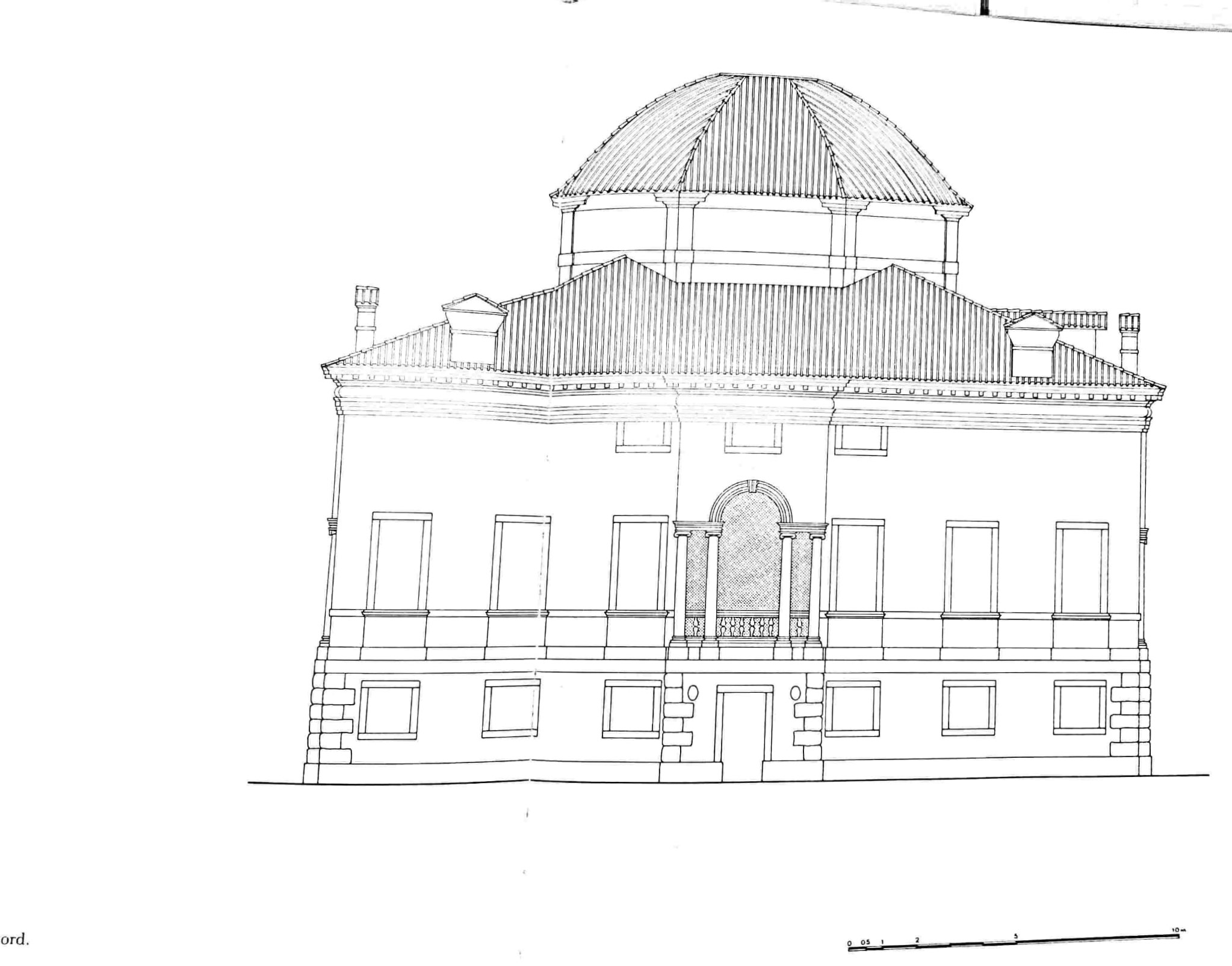
Prospetto Nord
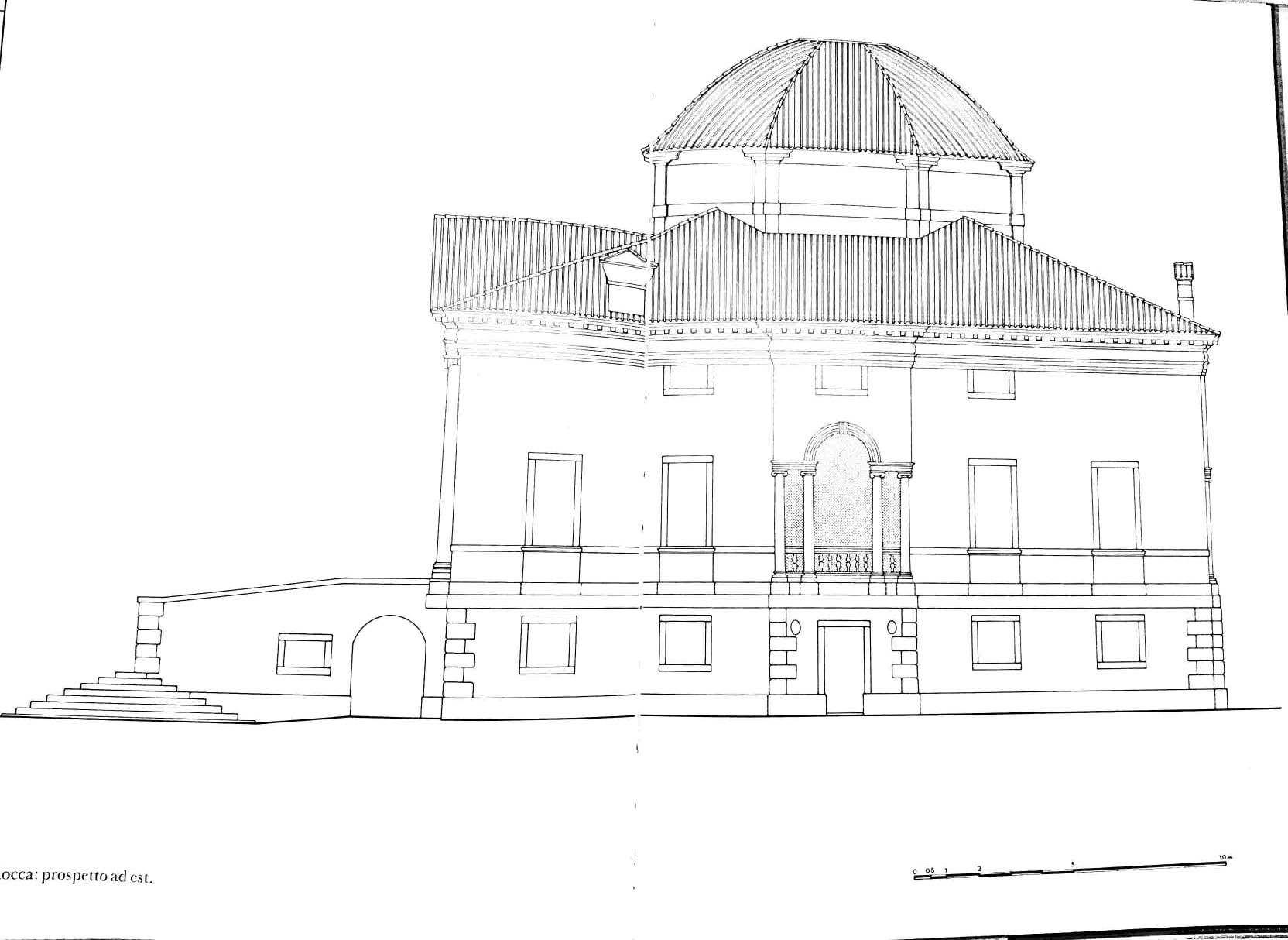
Prospetto Est
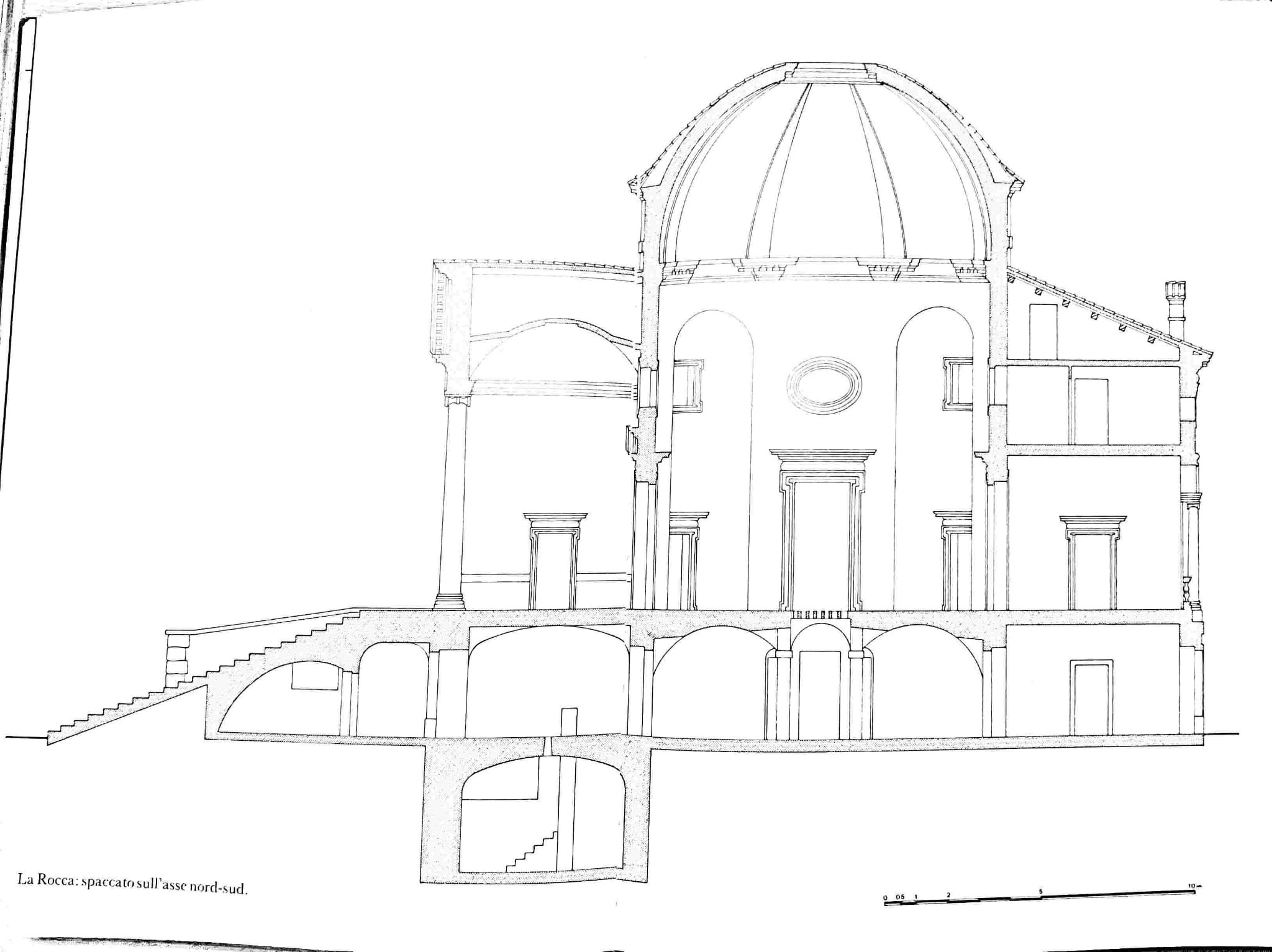
Sezione sud-nord
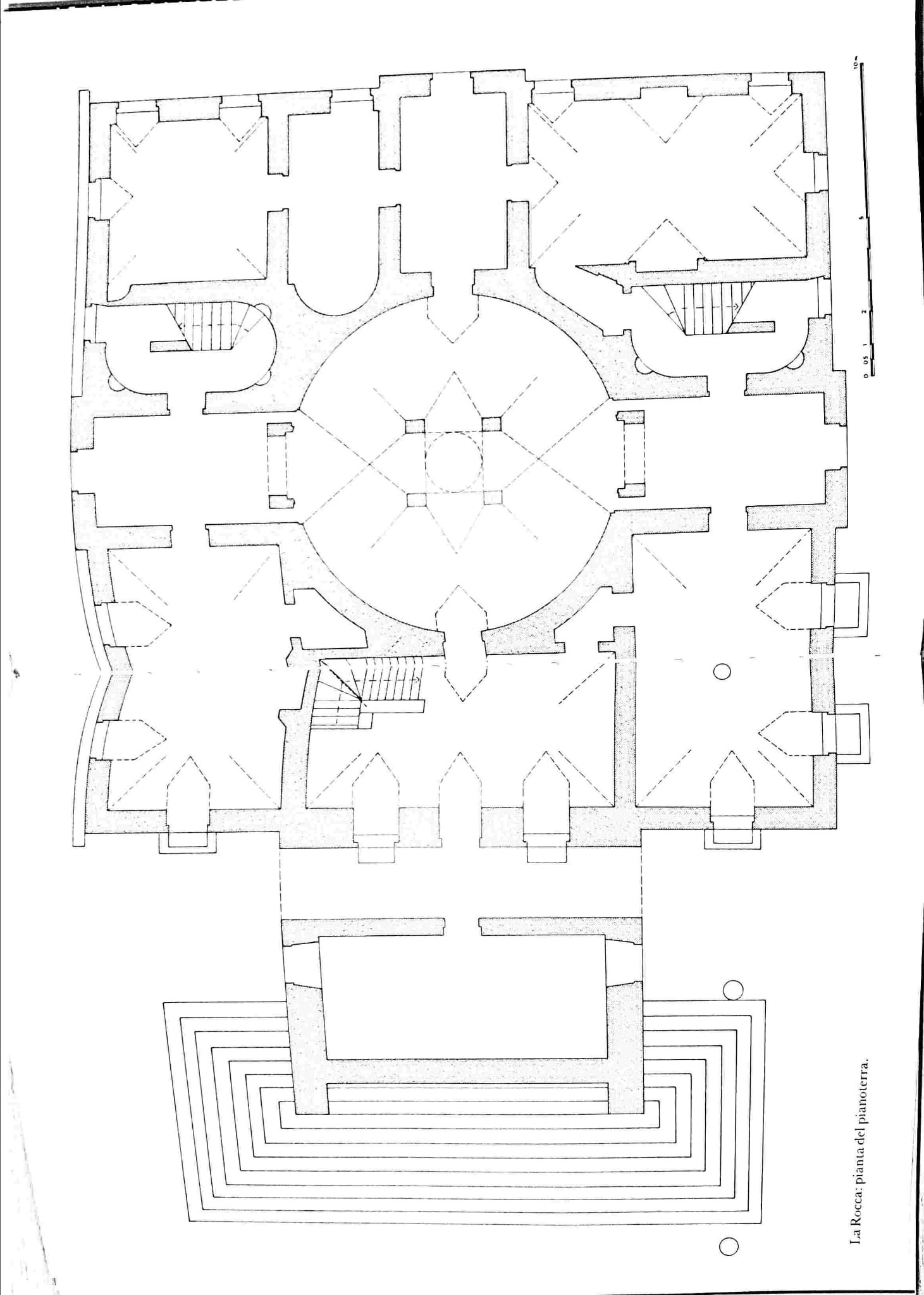
Pianta piano primo
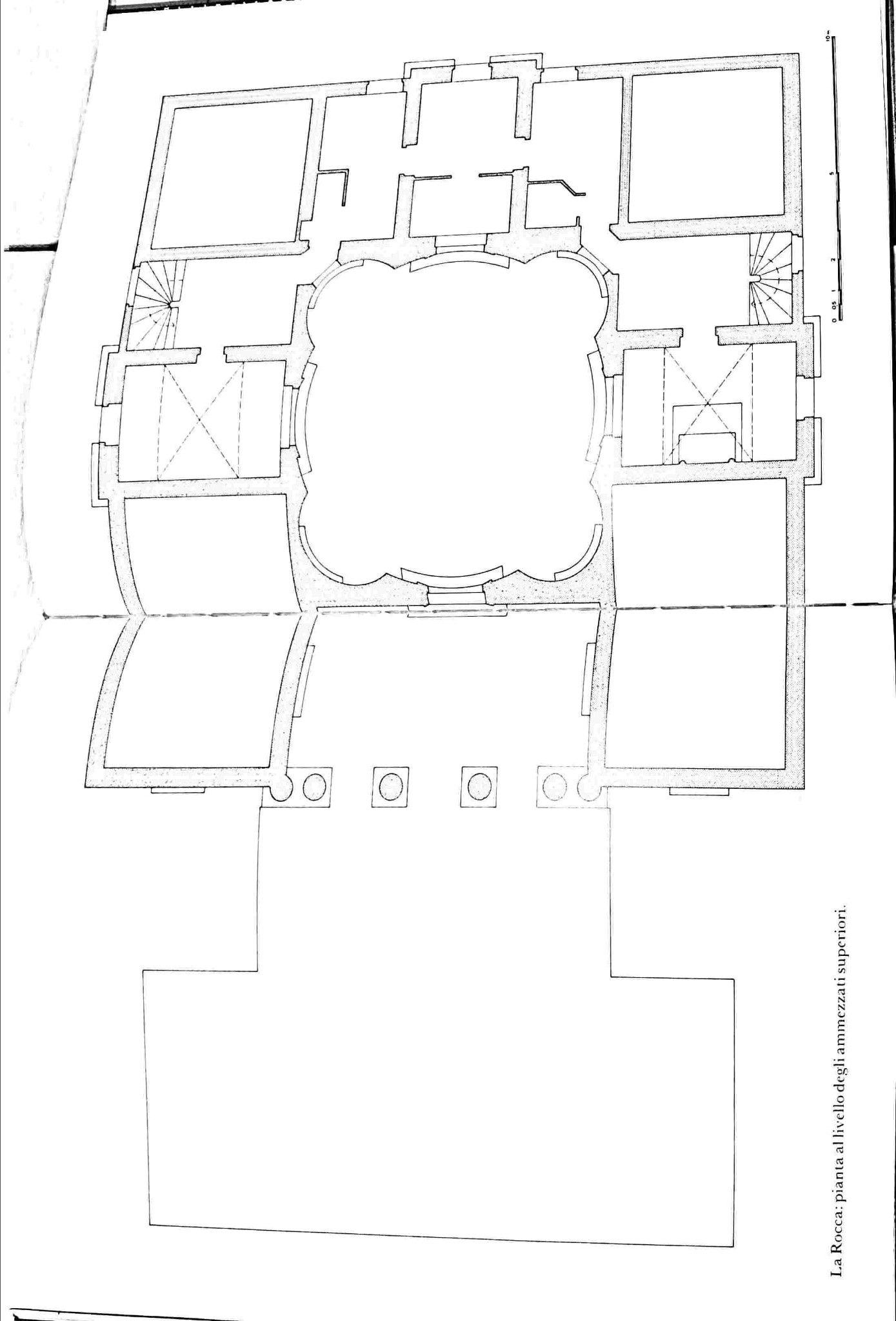
Pianta sotterraneo
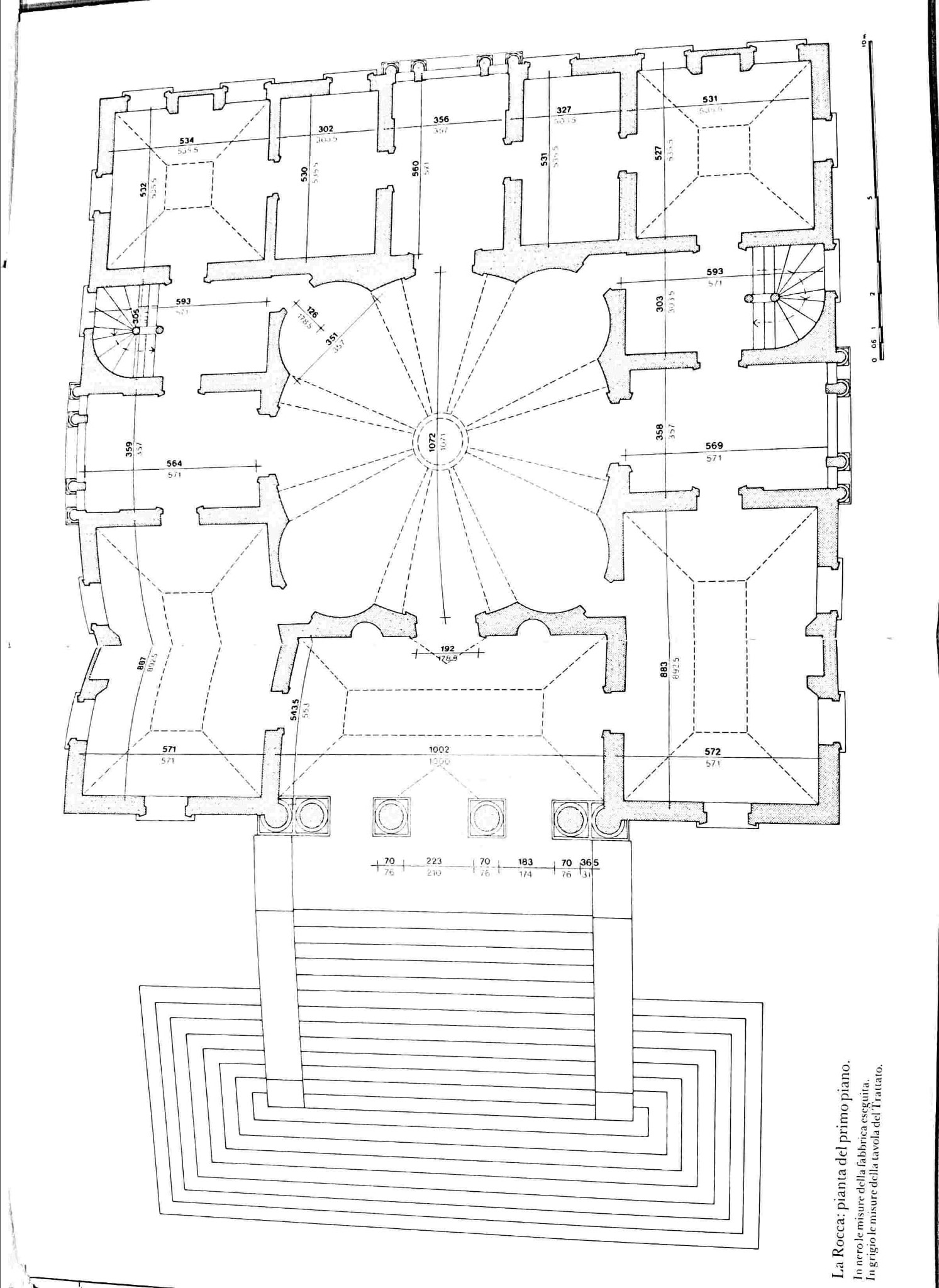
Pianta piano terra